# Riot5
Riot5 er en dansk filmskolefilm fra 2021 instrueret af Violeta Fellay.